# Berg (Bad Weißenstadt)
Der Berg ist eine Anhöhe mit 691 m ü. NHN Höhe am Ostrand des Schneeberg-Massivs, unmittelbar westlich des Dorfes Birk, eines Gemeindeteils der Stadt Bad Weißenstadt im Landkreis Wunsiedel im Fichtelgebirge (Nordostbayern). Die Bevölkerung hat dem Berg keinen Namen gegeben und in alten Flurkarten wird er ebenfalls nur „Berg“ genannt. Die Grundstücke des Berges werden überwiegend für die bäuerliche Landwirtschaft genutzt.
Westlich der Anhöhe liegt das Dorf Meierhof, dort umfließt der Birkenbach den Berg. Das Dorf Birk ist ein lang gestrecktes Dorf mit Anger, auf dem das ehemalige Schulhaus steht. Südöstlich grenzt das Zeitelmoos an den Berg. Durch das Dorf Birk verlief die Altstraße von Wunsiedel nach Bad Weißenstadt.

## Karten
- Topografische Karte 1:25.000 Nr. 5937 Fichtelberg des Bayerischen Landesvermessungsamtes
- Fritsch Wanderkarte 1:50.000 Naturpark Fichtelgebirge, 17. Auflage